# Новогригоровка (Николаевский район, Одесская область)
Новогриго́ровка (укр. Новогригорівка) — село, относится к Николаевскому району Одесской области Украины.
Население по переписи 2001 года составляло 291 человек. Почтовый индекс — 67022. Телефонный код — 4857. Занимает площадь 0,71 км². Код КОАТУУ — 5123582803.

## Местный совет
67022, Одесская область, Николаевский р–н, с. Настасиевка, ул. Центральная, 3а.